# Czesław Ciesielski
Czesław Ciesielski (ur. 11 maja 1932, zm. 15 lutego 2017 w Gdańsku) – polski historyk, profesor nauk humanistycznych.

## Życiorys
W 1956 ukończył studia na Wydziale Filologiczno-Historycznym Wyższej Szkoły Pedagogicznej w Gdańsku (obecnie Uniwersytet Gdański), uzyskując tytuł magistra historii. W 1970 obronił w Wyższej Szkole Pedagogicznej w Gdańsku pracę doktorską. W 1984 uzyskał w Uniwersytecie Gdańskim stopień doktora habilitowanego.  W 1991 został mianowany na stanowisko profesora nadzwyczajnego. W 1996 uzyskał tytuł naukowy profesora nauk humanistycznych.
Specjalizował się w historii politycznej Polski XX wieku i najnowszych dziejach morskich Polski. Był wiceprzewodniczącym Rady Instytutu Bałtyckiego (wcześniej był jej przewodniczącym). W latach 1999–2002 pełnił funkcję dziekana Wydziału Nauk Społecznych Uniwersytetu Gdańskiego. Pochowany na Cmentarzu Srebrzysko w Gdańsku (rejon VIII, kwatera V, pole I).

## Ważniejsze publikacje
- Szkolnictwo Marynarki Wojennej w latach II Rzeczypospolitej (1974)
- Polska flota wojenna na Bałtyku w latach 1920-1939 : na tle bałtyckich flot wojennych (1985)
- Polska Marynarka Wojenna 1918-1980 : zarys dziejów  (1992; wraz z Walterem Paterem i Jerzym Przybylskim)
- Twórcy Polskiej Marynarki Wojennej : uznanie i represje (1918-1946; 1945-1951) (1995)